# Mieux qu'ici-bas
Albums de Isabelle Boulay
Scènes d'amour
(2000) Ses plus belles histoires
(2002)
Singles
1. Parle-moi
Sortie : octobre 2000
2. Un jour ou l'autre
Sortie : 19 février 2001

Mieux qu'ici-bas est un album de la chanteuse québécoise Isabelle Boulay sorti en août 2000 et réalisé par Benjamin Biolay.
On retrouve dans cet album les tubes Parle-moi et Un Jour ou l'Autre qui ont permis à l'album de s'écouler à plus d'un million d'exemplaires (disque de diamant). Son parcours dans les charts a duré 2 ans.

## Liste des pistes
| No  | Titre                       | Durée |
| --- | --------------------------- | ----- |
| 1.  | Parle-moi                   | 3:46  |
| 2.  | Jeu tentant                 | 3:46  |
| 3.  | Un jour ou l'autre          | 3:49  |
| 4.  | Jamais assez loin           | 3:49  |
| 5.  | Trop de choses              | 4:05  |
| 6.  | Cœur combat                 | 4:11  |
| 7.  | Mieux qu'ici-bas            | 4:08  |
| 8.  | Je m'en contenterai         | 3:40  |
| 9.  | Quand vos cœurs m'appellent | 3:40  |
| 10. | Je n'voudrais pas t'aimer   | 4:12  |
| 11. | C'était notre histoire      | 3:54  |
| 12. | Quelques pleurs             | 3:44  |
| 13. | Où tu t'en vas ?            | 4:20  |
| 14. | Nos rivières                | 4:35  |

## Charts et certifications

### Charts

#### Album
| année | région                        | position |
| ----- | ----------------------------- | -------- |
| 2000  | Wallonie, Belgique (Ultratop) | 45       |
| 2001  | Wallonie, Belgique (Ultratop) | 17       |
| 2002  | Wallonie, Belgique (Ultratop) | 31       |

#### Singles
| année | titre              | région                                       | position |
| ----- | ------------------ | -------------------------------------------- | -------- |
| 2000  | Parle-moi          | Wallonie, Belgique (Ultratop)                | 28       |
| 2001  | Parle-moi          | Wallonie, Belgique (Ultratop)                | 3        |
| 2001  | Un jour ou l'autre | Wallonie, Belgique (Ultratop)                | 28       |
| 2001  | Quelques pleurs    | Wallonie, Belgique (Ultratip Bubbling Under) | 3        |

### Certifications
| Pays     | Association      | Certification | Ventes/équivalence |
| -------- | ---------------- | ------------- | ------------------ |
| Belgique | BEA              | Or            | 25 000             |
| France   | SNEP             | Diamant       | 1 000 000          |
| Suisse   | IFPI Switzerland | Or            | 20 000             |